# Mauser C96
A Mauser C96 (Construktion 96) egy öntöltő pisztoly volt, melyet eredetileg a német fegyvergyártó cég, a Mauser gyártott 1896-tól 1937-ig. A 20. század első felében a fegyver licenc nélküli másolatait gyártották még Spanyolországban és Kínában is.
A fegyver fő jellegzetességei az elsütőbillentyű előtt elhelyezkedő integrált szekrénytár, a hosszú fegyvercső, a fából készült tusa, melyet toknak vagy hordtáskának is lehetett használni és a pisztolymarkolat, amely úgy nézett ki, mint egy seprűnyél. Az angol nyelvű világban a markolat szokatlan megjelenéséből született a fegyver egyik beceneve, a „Seprűnyél”, a másik pedig a Kínában elterjedt beceneve a „Dobozágyú”, amely a tölténytár négyzetes alakjából és a fából készült dobozszerű levehető tusájából eredt.
A Mauser C96 a tusájának, hosszú csövének és nagy sebességű lőszerének köszönhetően kitűnő lőtávolsága és sokkal jobb átütőképessége volt, mint a legtöbb korabeli szabványos pisztolynak; a 7,63×25 mm Mauser lőszer rendelkezett a legnagyobb sebességgel a kereskedelmileg gyártott pisztolylőszerek közül, egészen a .357 Magnum lőszer 1935-ös megjelenéséig.
Hozzávetőleg egymillió C96 pisztolyt gyártott csak a Mauser, a Spanyolországban és Kínában legyártott mennyiséggel együtt bizonyára igen nagy összmennyiséget gyártottak, de ez a szám ismeretlen az elveszett, nemlétező vagy rosszul fenntartott gyártási feljegyzések miatt.

## Szolgálat

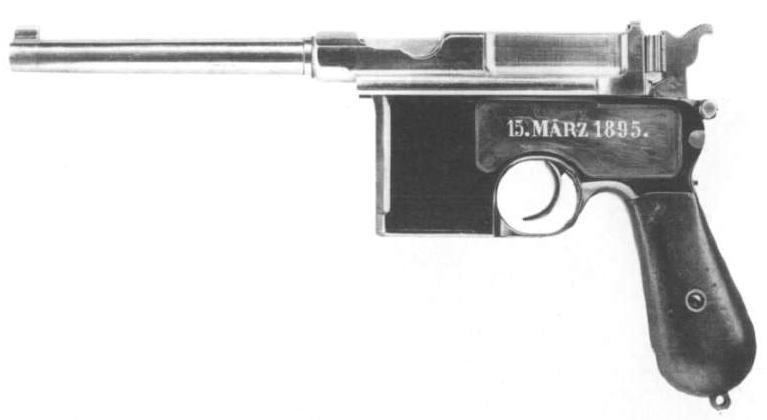
A C96 egy korai prototípusa

A bevezetése után egy éven belül C96 pisztolyokat nemcsak a kormánynak adtak el, hanem kereskedelmi viszonteladások során civilek és egyes katonatisztek is vásároltak a fegyverből.
A Mauser C96 pisztoly abban az időben igen népszerű volt a brit tisztek körében is, és nagy számban vásároltak belőle maguknak; egy bizonyos mennyiséget leszállítottak az Egyesült Királyság-béli Westley Richards cégnek erre a célra, habár népszerűsége meggyengült a brit hadseregben az első világháború kitörése után.
Mint katonai oldalfegyver többféle kolóniaháborúban is szolgált, csakúgy, mint az első világháborúban, az észt függetlenségi háborúban, a spanyol polgárháborúban, a kínai polgárháborúban és a második világháborúban. A Mauser jelen volt a bolsevik komisszároknál, a különböző haduraknál és bandavezéreknél az orosz polgárháború alatt is.
Winston Churchill is rendelkezett egy Mauser C96 pisztollyal és használta is az omdurmani csatában és a második búr háború alatt is; hozzá hasonlóan Thomas Edward Lawrence-nek is volt egy, melyet a Közel-Keleten hordott magánál.
A C96 importált és helyileg másolt változatait használták a kínaiak a második kínai–japán háború és a kínai polgárháború alatt, illetve a spanyolok a spanyol polgárháború alatt, a németek pedig a második világháború alatt.
Amellett, hogy a szabványos 7,63×25 mm-es lőszerre tervezték a C96 pisztolyt, általánosnak számított a 9 mm Parabellumra gyártott változat, illetve a 9 mm Mauser Export lőszerre tervezett változat. Ezen kívül volt egy kínai gyártmányú modell, melyet a .45 ACP lőszerre terveztek. A pisztoly világhíre és népszerűsége ellenére mindössze egyetlen nemzet használta elsődleges szolgálati pisztolynak hadserege és rendőrsége köreiben, Kína. A C96 igen népszerű a gyűjtők körében is.
A C96 gyakran tűnik fel filmekben és TV-műsorokban mint külföldi vagy egzotikus pisztoly, jellegzetes és azonnal felismerhető alakja miatt. Ugyanezen okok miatt a C96 pisztoly lett az a fegyver, amelyet átalakítottak és a Star Wars című filmben Han Solo lézerpisztolyaként jelenítettek meg. Sergio Corbucci olasz filmrendező népszerű westernjének, A halál csöndje című filmnek főhőse egy néma bérgyilkos (Jean-Louis Trintignant), akit kézgyorsasága mellett csodafegyvere is félelmetessé tesz, amely nem más, mint egy Mauser C96-os típusú pisztoly.

## Megrendelt változatok

### A török hadsereg 1897-es Mauserja
A Mauser első katonai megrendelését a török kormánytól kapta 1897-ben. 1000 pisztolyt rendeltek; megvolt a saját szériaszám sorozatuk 1-től 1000-ig. Mindössze annyiban különböztek, hogy nem arab számrendszert használtak az irányzékon. A jelölések között volt még egy hatágú csillag a tölténytár mindkét oldalán, illetve második Abdul-Hamid szultán pajzsa és az 1314. muszlim év.

### Az olasz haditengerészet 1899-es Mauserja
1899-ben az olasz kormány adta le a Mauser első fontosabb katonai megrendelését; 5000 darab C96 pisztolyt rendeltek az olasz királyi haditengerészet számára. A pisztolyok tokja nyurgább volt az eredetinél (hiányzott a marás a pisztolyok oldaláról). Ezen kívül a kakas kialakítása is különbözött. Ezen pisztolyoknak saját számsorozatuk volt 1-től 5000-ig terjedő számozással.

### Az 1910-es perzsa megrendelés
A perzsa kormány 1000 darab pisztolyt rendelt. A perzsa pisztolyok tokjának bal oldalába „oroszlán és nap” jelvényt helyeztek el, sorozatszámuk pedig 154000-től 154999-ig terjedt. Gyakran összekeverik a török megrendeléssel.

### 1916-os osztrák megrendelés
Az Osztrák–Magyar Monarchia a szabványos 7,63 mm-es Mauser pisztolyokból rendelt egy bizonyos mennyiséget.

### 1916-os porosz „Red 9”

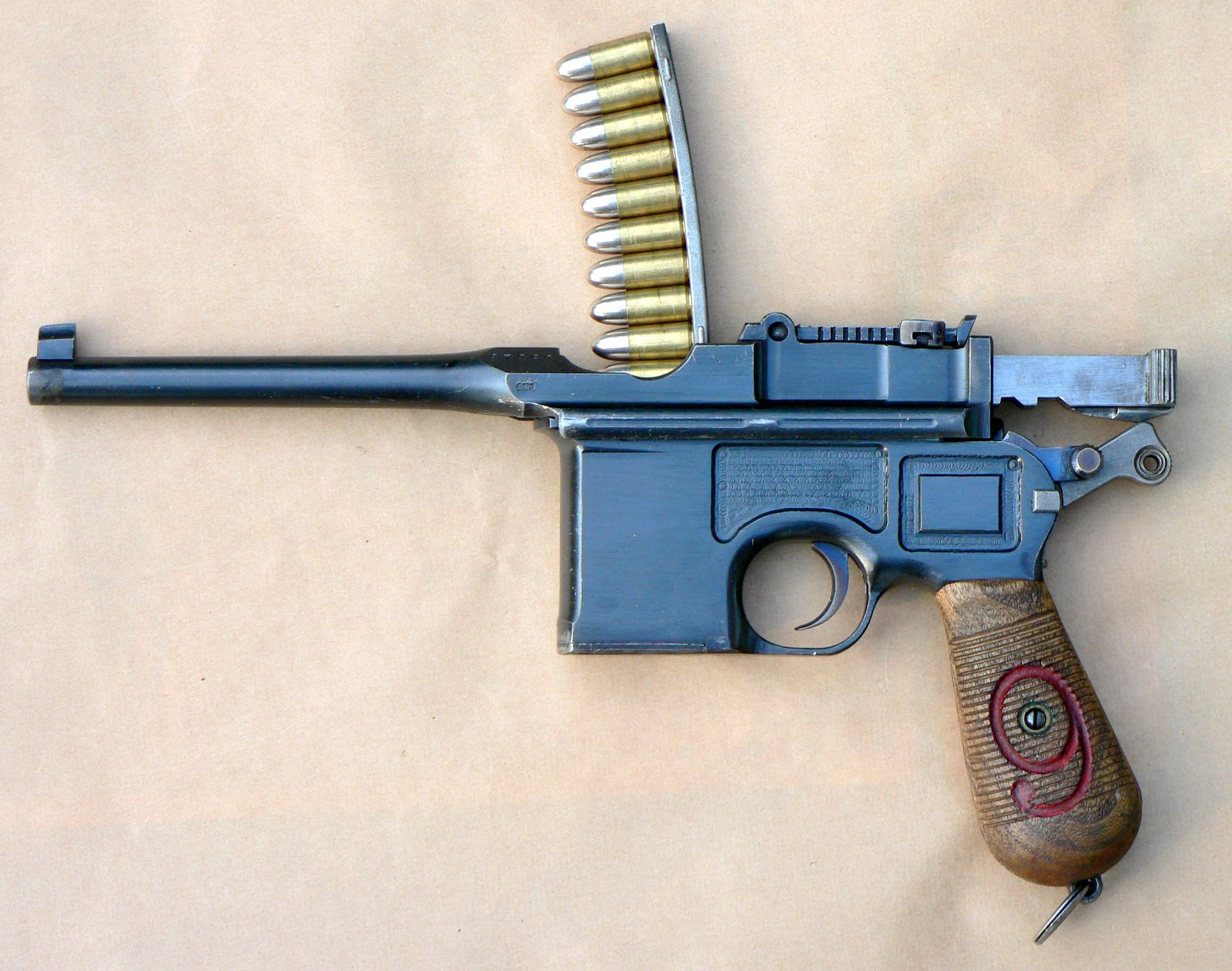
Mauser „Red 9” C96 töltőléccel.

Az első világháború alatt a Német Birodalom hadserege 150 000 C96 pisztolyt rendelt 9 mm Parabellum lőszerre, hogy ellensúlyozza a Luger P08 pisztolyok lassú gyártását. A C96 ezen változatát „Red 9”-nek hívták a pisztolymarkolatba égetett és pirosra festett 9-es után. Ez arra szolgált, hogy a használóikat figyelmeztesse, ne a 7,63 mm-es lőszert töltsék a fegyverbe. A 150 000 megrendelt fegyverből a háború végéig 137 000 darabot szállítottak le.

### 1920-as megrendelés a francia rendőrségnek
A francia kormány 1000 pisztolyt rendelt 99 mm hosszú csővel szerelve a Gendarmerie Nationale számára.

### Luftwaffe megrendelés
A német kormány 7800 darab kereskedelmi M30 pisztolyt vásárolt a Luftwaffe számára. A fegyvereken a Wehrmacht védjegye szerepelt. A pisztolyok sorozatszámai az 1930-as évek elejéről és közepéről származtak. A fegyver gyártását 1937-ben állították le.

## Fő változatok
A C96 pisztolynak igen sok változatát gyártották az alap kereskedelmi változat mellett.

### M1896 Kavallerie Karabiner
Az egyik kísérleti ötlet egy pisztoly-karabély megalkotása volt a könnyű lovasság számára. Nyurga tokjuk, szabványos 10 töltényes tárjuk, fixen rögzített fából készült tusájuk és előágyuk, illetve meghosszabbított 300 mm-es (korai gyártmány) vagy 370 mm-es (késői gyártmány) csövük volt. Gyártásukat 1899 után abbahagyták a gyenge érdeklődés miatt.
Sport célra azonban érdeklődést mutattak a karabély-változatra, így egy kisebb sorozatot legyártottak a fegyverből, majd az eredeti pisztoly-változat árának kétszereséért értékesítették. Nemrégiben a Navy Armshoz hasonló importőrök importáltak késői gyártású Mauser karabélyokat 406 mm-es vagy hosszabb csővel az Egyesült Államokba.

### M1896 Kompakt Mauser
A C96 pisztoly egy változata teljes méretű markolattal, 6 töltényes integrált tárral és 120 mm-es csővel. A gyártást 1899-ben fejezték be.

### M1896 Tiszti Modell
Ez volt a nemhivatalos megjelölése a Kompakt Mauser egy változatának hajlított fa vagy keménygumi markolattal, a M1879 Reichsrevolver-hez hasonlóan.

### M1898 Pisztoly-Karabély
Ez volt az első változat, melyet fatusa/hordtok kivitelben gyártottak. A tusa két feladatot látott el, egyrészt hordtokként szolgált, egyébként pedig a markolathoz rögzítve válltámasznak lehetett használni.

### M1912 Mauser Export Modell
Ez a modell készült először a 9×25 mm Export lőszerhez. Arra tervezték, hogy a dél-amerikai és kínai piacot tőkésítse.

### M1920 Mauser
Az 1919-es versailles-i békeszerződés számos korlátozást szabott ki a pisztolycsövek hosszúságával és kaliberével kapcsolatban a német fegyvergyártókra. A német kormány számára gyártott vagy eladott pisztolyok csöve nem lehet hosszabb 100 mm-nél és 9 mm-es vagy annál nagyobb lőszert nem használhat.
A Weimari Köztársaság betiltotta a katonai stílusú fegyverek magántulajdonban való tartását azzal a céllal, hogy visszaszerezze az értékes fegyvereket a visszatérő katonák tömegétől. Az elkobzott fegyvereket később a kormányzati erők felfegyverzésére használták, így ők a katonai és civil fegyverek egyvelegével lettek felszerelve. Annak érdekében, hogy a versailles-i békeszerződésben foglaltakat betartsák, elkezdték ezen fegyverek átépítését.
A Weimari Köztársaság tulajdonában lévő háború előtti C96 pisztolyok csövét le kellett vágni 99 mm-esre. Emiatt a tangens típusú irányzékaikat fix irányzékokra kellett cserélni. Ezen felül a szabványos 7,63×25 mm Mauser lőszer használatára kellett átalakítani őket, habár néhány hibrid Mauser is készült újrahasznosított Luger csövekkel, melyek a 7,65×21 mm Parabellum lőszert használták. A kormányzat által elkobzott fegyverek megjelölése az M1920 lett. Ezt a gyakorlatot folytatták a többi német szolgálati pisztolyon is, habár miután a tilalmat figyelmen kívül hagyták az átalakítások is abbamaradtak.

### M1921 „Bolo” Mauser
Az 1920-1921-es években a Mauser elkezdett gyártani egy kereskedelmi célú C96 változatot. Tulajdonságai között volt a kisebb markolat, a rövidebb 99 mm-es cső és a szabványos 7,63×25 mm Mauser lőszer. Egy kísérleti 8,15×25,2 mm Mauser lőszert fejlesztettek ki a betiltott 9×19 mm Parabellum és a 9×25 mm Mauser Export lőszerek leváltására hazai eladásra, de a lőszer nem vált be.
A fegyver sorozatgyártása 1921-1930 között folyt. A fegyvert egyes balti országok hadseregeinek is eladták, ezen felül került a lengyelekhez, a litvánokhoz, a német Freikorps-hoz és a fehéroroszokhoz. Az újonnan létrejött Szovjetunió bolsevik kormányzata (és később az új Munkás-paraszt Vörös Hadsereg) nagy mennyiségben vásárolt a fegyverből az 1920-as években vagy a legyőzött ellenségektől zsákmányolt belőlük. A különleges pisztoly összekapcsolódott a bolsevikokkal, így lett a beceneve a „Bolo”. A „Bolo” modell máshol is népszerű lett, mivel a rövidebb cső és az egészében kisebb fegyver elrejtése egyszerűbb volt.

### M1930 Mauser
A gyűjtők körében M30-ként is ismert, egyszerűsített és továbbfejlesztett változata volt az M1921 Mausernek. Az egyszerűsített gyártást a finom megmunkálás egyes részleteinek elhagyása tette lehetővé, illetve a háború előtti nagyméretű markolat és hosszú cső is visszatért. Az M30 korai modelljeinek 132 mm hosszú csöve volt, de a későbbi modelleken ismét a régi 140 mm-es csövet használták. 1930-tól 1937-ig gyártották.
Joseph Nickl tervezett egy változtatható tűzállású változatot 1930-ban. A fegyver túlmelegedett, mikor hosszú sorozatokat adtak le vele.
Mivel az M1932/M712 változat teljesen automata volt, a félautomata M1930 típust gyakran M711-nek nevezték a háborús kereskedők és a gyűjtők.

### M1932/M712 Schnellfeuer
A spanyol fegyvergyártó cégek, mint a Beistegui Hermanos és az Astra 1927-1928 között elkezdtek gyártani egy kivehető tárral rendelkező, váltható tűzállású típust, melyet a Távol-Keletre szántak.
A Mauser is elkezdte a Schnellfeuer („Gyorstüzelő”) sorozatgyártását, a saját váltható tűzállású, kivehető tárral rendelkező M30 változatát, melyet Karl Westinger tervezett. A gyártás 1932-ben indult és 1936-ban állt le. Gyűjtők körében az M1932 nevet kapta. A fegyvert Kínának szánták, illetve később a spanyol polgárháború mindkét oldalának. Az M1932 pisztolyból egy kis mennyiséget a német Wehrmachtnak is szállítottak a második világháború alatt, ahol az M712 megjelölést kapta.

### 9 OBI
Az Oyster Bay Industries, amely egy amerikai cég volt, készített egy átalakítókészletet a Mauser pisztolyokhoz, aminek a segítségével a tölténytárat kivehetővé lehetett alakítani. A fegyverről eltávolították az alsó lemezt, a tárrugót és az adagolótömböt, majd elhelyeztek a fegyveren egy kis méretű tárkioldó mechanizmust, amely lehetővé tette a saját gyártmányú 10 vagy 20 töltényes tárak használatát. Az átalakítást elvégezhették a „Red 9” pisztolyon vagy egy új 9 mm-es felsőtok beszerzésével a szabvány 7,63 mm-es pisztolyból is ki lehetett alakítani.

### PASAM géppisztoly
A brazil kormányzat 500 darab 7,63 mm-es M1932 Schnellfeuer géppisztolyt vásárolt az 1930-as évek alatt. A PASAM (Pistola Automática Semi-Automática Militar vagy „Fél-Automata/Automata Katonai Pisztoly”) alapja az M1932 pisztoly volt, de néhány dolgot átalakítottak rajta. A pisztolymarkolat keretéhez vastagabb téglalap alakú famarkolatot használtak, tusája pedig 320 mm hosszú volt és fémből készült. Egy fémkeretet csatoltak a tokhoz, ami egy téglalap alakú fából készült előágyat tartott. A szabványos 10 töltényes kivehető tárat használták hozzá.
A fegyver egészen az 1980-as évekig szolgált a brazil állami katonai rendőrségnél (Polícia Militar). Használói elsősorban öntölő karabélyként alkalmazták, teljesen automata üzemmódban csak vészhelyzet esetén használták a hátrarúgás és a csőszáj felfelé mozgása miatt.
A vezérlő egységek ugyanazok voltak, mint az alapmodellen, kivéve a portugál jelöléseket. A tűzváltókar (a bal oldalon helyezkedett el a sátorvas felett) egyik állása az N, mint Normal (fél-automata), a másik állása az R, mint Rápido (teljesen automata). A biztosítókar (a kakastól balra található) jelölése az S volt, mint Seguro (Biztosított) és F, mint Fogo (Kibiztosított).

## Híres másolatok

### Sanhszi(Shanxi)17-es típus (.45 ACP)

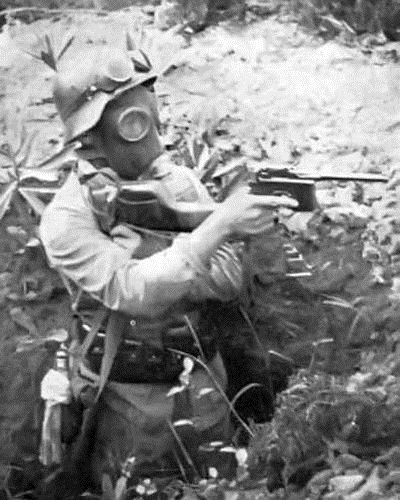
Kínai katona Sanhszi (Shanxi) 17-es típusú pisztollyal céloz

A hadurak korában a kínai történelemben, a 20. század elején, a Sanhszi (Shanxi) tartományt Jen Hszi-san (Yan Xishan) hadúr uralta, aki megalapított egy modern fegyvergyárat fővárosában, Tajjüanban (Taiyuanban). Jen (Yan) katonáit helyileg gyártott Thompson géppisztolyokkal szerelte fel, melyek a .45 ACP lőszert tüzelték, de ellátási nehézségei adódtak, mivel katonái oldalfegyvere a 7,63 mm kaliberű C96 pisztoly volt.
A problémát úgy oldotta meg, hogy elkezdte a C96 pisztolyok .45 ACP változatát gyártani, ezzel a lőszert egységesítette, így a katonák ellátása egyszerűbb lett. A fegyver megjelölése a 17-es típus lett, a .45-ös fegyver sorozatgyártása pedig 1929-ben indult a Tajjüan (Taiyuan) fegyvergyárban. A „17-es típus” felirat (kínaiul) a fegyver bal oldalán kapott helyet, a „18. Köztársasági Év, Készült Sanhsziban (Shanxiban)” pedig a jobb oldalon. A fegyvereket (a Thompsonok mellett) a vasúti őrségnek szánták, akik védelmet nyújtottak a banditák és más hadurak ellen.
Amellett, hogy nagyobb kaliberre gyártották a fegyvert, a Sanhszi (Shanxi) .45 pisztolyok észrevehetően nagyobbak voltak a 7,63 mm-es társaiktól, a 10 töltényes tárak a sátorvas alá nyúltak. A fegyvereket két 5 töltényes töltőléccel töltötték az egyszerű 10 töltényes töltőléc helyett.
A legtöbb Sanhszi (Shanxi) .45 pisztolyt beolvasztották a kínai polgárháború lezárulta után, főleg a furcsa kaliberük miatt, de néhány példányt a tengerentúlra exportáltak. Hozzávetőleg 8500 Sanhszi (Shanxi) .45 pisztoly készült a Tajjüan (Taiyuan) fegyvergyárban.

### 80-as típus (7,62 54-es típus)
Az M712 Schnellfeuer másolata, melyet Kínában gyártottak. A 7,62×25 mm-es lövedéket használta.

### Hanjang(Hanyang)C96 (7,63 mm Mauser)
1923-ban a Hanjang (Hanyang) lőszergyár elkezdte gyártani a Mauser C96 másolatait, az eredmény a Hanjang (Hanyang) C96 lett, melyből nagyjából 13 000 darab készült.

### Astra Model 900
A spanyol fegyvergyártó cég, az Astra Unceta Y Compañia S.A. 1927-ben kezdte el gyártani a Mauser C96 pisztolyok másolatait. Külsőleg hasonló (beleértve a levehető válltámaszt) volt a C96-hoz, de a belső részek nem illeszkedtek. 1941-ig gyártották, 1937-38 között szünetelt a gyártás, az utolsó darabokat 1951-ben cserealkatrészekből rakták össze. A spanyol másolatokat kínai exportra szánták, de a kínai-japán háború kezdete után (amely megakadályozta a kínai erők fegyverellátását) a megmaradt Astra 900 pisztolyokat a spanyol polgárháborúban használták, egy bizonyos mennyiséget pedig Németországnak adtak el 1940-1943 között.

### Royal MM34 géppisztoly
Az Astra Model 900 egy ritka másolata, melyet a spanyolországbeli Eibarban gyártott a Zulaica y Cia cég. Ezeket a fegyvereket az uszonyos csövükről és a kupakos csőszájukról lehet felismerni. A Royal MM34 pisztolyoknak alig néhány példánya maradt meg napjaikra.

## Alkalmazók
- Brazília
- Egyesült Királyság: A brit tisztek vásároltak több példányt az első világháború előtt.
- Finnország: A finn polgárháború és a második világháború alatt használták.
- Harmadik Birodalom: 8000 darabot szántak a Schnellfeuer változatból a Luftwaffe-nek. Ezen felül több ezer darabot vásároltak a spanyol Astra Model 900 és 903 változatokból.
- Kínai Köztársaság: Több százezer darabot használtak a Kuomintang, kommunista és hadúri erők.
- Második Spanyol Köztársaság
- Német Birodalom
- Olasz Királyság: 1899-ben vásároltak 5000 darabot Németországtól.
- Oszmán Birodalom: 1000 darabot rendeltek 1896-ban Németországtól.
- Osztrák–Magyar Monarchia
- Szovjetunió: Az 1920-as években vásárolták a „Bolo” változatot Németországtól.

## Fordítás
- Ez a szócikk részben vagy egészben  a   Mauser C96 című angol Wikipédia-szócikk ezen változatának fordításán alapul.  Az eredeti cikk szerkesztőit annak laptörténete sorolja fel. Ez a jelzés csupán a megfogalmazás eredetét és a szerzői jogokat jelzi, nem szolgál a cikkben szereplő információk forrásmegjelöléseként.